# Lafssjön, Ångermanland
Lafssjön är en sjö i Sollefteå kommun i Ångermanland och ingår i Ångermanälvens huvudavrinningsområde. Sjön är 30 meter djup, har en yta på 6,33 kvadratkilometer och är belägen 248 meter över havet. Sjön avvattnas av vattendraget Lafsan (Lövlundsån). Vid provfiske har bland annat abborre, elritsa, gädda och mört fångats i sjön.

## Delavrinningsområde
Lafssjön ingår i det delavrinningsområde (704650-152450) som SMHI kallar för Utloppet av Flärken. Medelhöjden är 292 meter över havet och ytan är 29,24 kvadratkilometer. Räknas de 44 avrinningsområdena uppströms in blir den ackumulerade arean 394,6 kvadratkilometer. Lafsan (Lövlundsån) som avvattnar avrinningsområdet har biflödesordning 3, vilket innebär att vattnet flödar genom totalt 3 vattendrag innan det når havet efter 137 kilometer. Avrinningsområdet består mestadels av skog (71 procent). Avrinningsområdet har 6,37 kvadratkilometer vattenytor vilket ger det en sjöprocent på 21,8 procent.

## Fisk
Vid provfiske har följande fisk fångats i sjön:
- Abborre
- Elritsa
- Gädda
- Mört
- Sik